# Tony DiCicco
Tony DiCicco (Wethersfield, 5 de agosto de 1948 – 19 de junho de 2017) foi um futebolista, treinador e comentarista de futebol norte-americano.

## Carreira
Mais conhecido pelo seu trabalho como treinador da seleção de Futebol Feminino dos Estados Unidos entre 1994 e 1999, período em que o time ganhou a medalha de ouro nas olimpíadas de 1996, DiCicco foi campeão da Copa do Mundo de Futebol Feminino de 1999. Ele também foi treinador de goleiros da equipe, em 1991 e 1993.
A única equipe que treinou, fora a Seleção Feminina dos EUA, foi o Boston Breakers, entre 2009 e 2011.